# Difon
Difon (dwugłoska) to w fonetyce przejście pomiędzy sąsiadującymi głoskami, zwykle używane w odniesieniu do nagrania takiego przejścia. Może być rozumiany również jako dwie sąsiadujące głoski.
W poniższym diagramie G1, G2, itd. reprezentują głoski, natomiast D1-2, D2-3, itd. odpowiadające im difony.
```
|G1===|G2===|G3===|G4===|G5===|G6===|
 ===|D1-2=|D2-3=|D3-4=|D4-5=|D5-6=|===

```

W języku, który posiada p różnych głosek, możliwe jest zatem teoretycznie p2 difonów, jednakże we wszystkich językach istnieją ograniczenia łączliwości głosek (por. fonotaktyka).